# Belägringen av Karlshamn
Belägringen av Karlshamn ägde rum under mars 1677 under det Skånska kriget, som var en del av ett svenskt fälttåg efter slaget vid Lund i december 1676 som syftade till att återerövra de danskockuperade besittningarna i Skåne och Blekinge medan Karl XI:s huvudarmé hade vinterkvarter runt Vä.